# Medijana
Medijana (Servisch: Медијана) is een gemeente in de Servische stad Niš.
Medijana telt circa 100.000 inwoners op een oppervlakte van 16 km².